# Benedetta Pilato
Benedetta Pilato, född 28 januari 2005 i Taranto, är en italiensk simmare som slog igenom i unga år på 2020-talet. Hon är världsrekordhållare i långbana på 50 meter bröstsim. Hon blev europamästare på 50 meter bröstsim 2021 och 100 meter bröstsim 2022 samt silvermedaljör på 50 meter bröstsim 2022. 2021 tog hon en silvermedalj på 50 meter bröstsim i VM i kortbana. Hon tog även guld och silver på 100 och 50 meter bröstsim vid sim-VM 2022.

## Utmärkelser
- SwimSwam Swammy Award, World Junior Female Swimmer of the Year: 2020.
- SwimSwam Top 100 (Women's): 2021 (#32),[3] 2022 (#25)[4]